# فلز سبک
فلز سبک (به انگلیسی: light metal) به فلزی گفته می‌شود که چگالی نسبی آن کم است. تعریفهای خاصتری برای فلز سبک ارائه شده‌است که البته مورد پذیرش همگانی نیست.
به‌طور سنتی لفظ فلز سبک ابتدا به آلیاژهای آلومینیوم و منیزیم داده شده‌است چرا که به فراوانی در سازه‌ها و وسایل به منظور کاهش وزن استفاده شده‌اند. بر همین اساس تیتانیوم و برلیم هم می‌توانند به عنوان فلز سبک در نظر گرفته شوند. در حدود ۱۴ فلز خالص وجود دارد که چگالی آن‌ها کمتر یا مساوی ۴٫۵ گرم بر سانتی‌متر مکعب (چگالی تیتانیوم) می‌باشد. از میان این فلزات، منیزیم، برلیم، آلومینیوم و تیتانیوم فلزات سبکی هستند که از اهمیت تجاری بالایی برخوردارند. چگالی‌های آن‌ها به ترتیب برابر با ۱٫۷، ۱٫۸۵، ۲٫۷ و ۴٫۵ گرم بر سانتی‌متر مکعب است که در محدوده ۱۹ تا ۵۶ درصد چگالی فلزاتی مثل آهن (۷٫۸) و مس (۸٫۹) قرار دارد. ۱۰ فلز سبک دیگر که چگالی کمتر از تیتانیوم دارند کاربرد سازه‌ای چندانی ندارند.

## ویژگی‌ها
آلیاژهای بر پایه آلومینیوم، منیزیم و تیتانیوم خواص سفتی به وزن و استحکام به وزن بهتری نسبت به اغلب فولادها دارند. خاصیت سبکی خود به‌طور مستقیم منجر به افزایش استفاده از این آلیاژها برای بسیاری از کاربردها شده‌است.

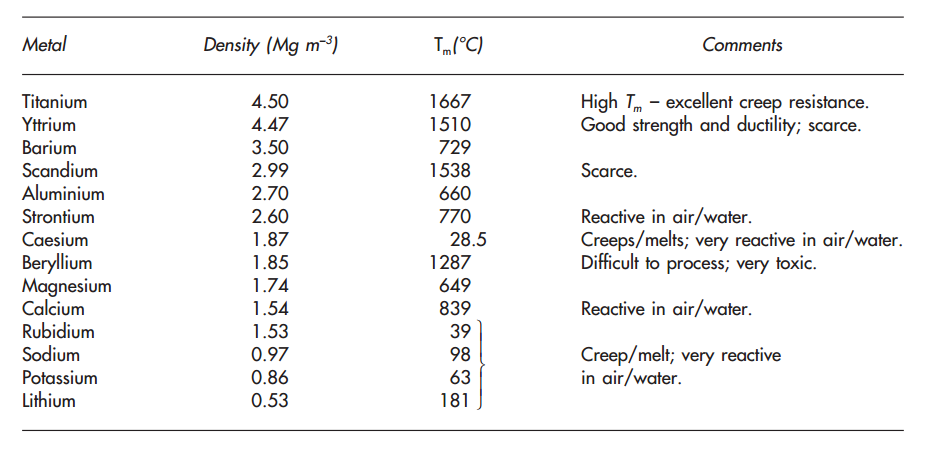
فلزات سبک و برخی ویژگی‌های آنها

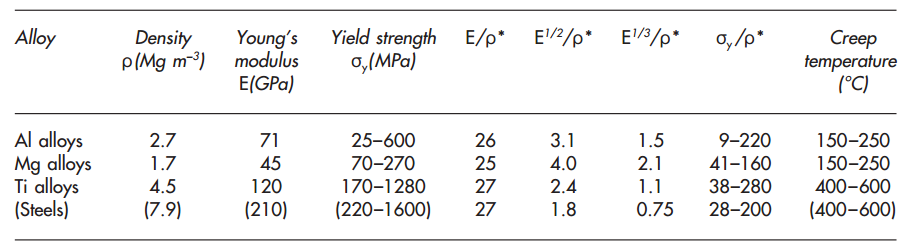
خواص مکانیکی فلزات سبک سازه‌ای و مقایسه آن‌ها با فولاد

نسبت استحکام به وزن آلیاژهای سبک نقش مهم و محوری نسبت به آلیاژها و مواد دیگر در دیاگرام اشبی دارد. مزایای کاهش چگالی هنگامی که پارامترهایی نظیر سفتی و مقاومت در برابر خمش نیز مد نظر است، اهمیت مضاعفی می‌یابد. به عنوان مثال سفتی یک تیر با مقطع مستطیلی با حاصل ضرب مدول الاستیک در توان سوم ضخامت تیر نسبت مستقیم دارد. اهمیت رابطه بین چگالی و سفتی در نوموگراف نشان داده می‌شود.
علاوه بر سبک بودن، آلیاژهای سبک دارای ویژگی‌های مفید دیگری نیز هستند. به عنوان مثال آلومینیوم دارای مقاومت به خوردگی بالایی بوده و رسانایی گرمایی و الکتریکی بالایی دارد.
منیزیم قابلیت ماشینکاری بالایی دارد و تیتانیوم از مقاومت به خوردگی و مقاومت به خزش بالایی برخوردار است. برلیم دارای خواص قابل توجهی است، سفتی آن که با توجه به مدول الاستیک ویژه اندازه‌گیری می‌شود، بیش از فلزات رایج دیگر است. همچنین برلیوم دارای نقطه ذوب بالایی است و نفوذپذیری آن در برابر نوترون کمتر از هر فلز دیگری است. خاصیت منحصر به فرد دیگر برلیم گرمای ویژه زیاد آن است که تقریباً دو برابر آلومینیوم و منیزیم می‌باشد.

## فراوانی
آلومینیوم فراوانترین فلز و سومین عنصر فراوان موجود در پوسته زمین است. منیزیم و تیتانیوم نیز به ترتیب هشتمین و نهمین عنصر فراوان در پوسته زمین هستند. برلیم نسبت به بسیاری از فلزات دیگر، کمیابتر است و از لحاظ فراوانی در پوسته زمین، در رده ۴۸ بین تمامی عناصر قرار می‌گیرد. در بین فلزات سازه ای، فلزات سبک آلومینیوم، منیزیم و تیتانیوم به ترتیب اولین، سومین و چهارمین فلز فراوان در پوسته زمین هستند. همچنین منیزیم در آب دریا نیز فراوان است که به عنوان منبعی برای تهیه منیزیم به‌شمار می‌رود. آب دریا حدود ۰٫۱۳ درصد منیزیم دارد.

## کاربردها
به‌طور کلی کاربرد صنعتی و سازه‌ای آلیاژهای سبک در سه دسته صنعت حمل و نقل، لوازم الکترونیک و تجهیزات قابل حمل، و تجهیزات ورزشی و تفریحی می‌باشد. کاربر فلزات سبک در سازه‌ها رشد بسیار سریعی دارد (حدود ۷درصد در سال) که بیشتر از هر فلز دیگری است.
با استفاده از این آلیاژها می‌توان به کاهش وزن قابل توجهی در محصولات دست یافت. به همین دلیل است که آلیاژهای سبک ارتباط گسترده‌ای با صنایع حمل و نقل و به خصوص هوافضا دارند و این صنایع نقش زیادی در پیشرفت آلیاژهای سبک طی ۵۰ سال اخیر داشته‌است. اگرچه آلیاژهای سبک در ابتدا به منظور کاربرد در صنعت هوایی گسترش پیدا کردند، امروزه به‌طور گسترده‌تری از آن‌ها در کاربردهای گوناگون استفاده می‌شود. کاربرد غالب آلیاژهای آلومینیوم در ساختمان‌سازی و ساخت و ساز به عنوان مثال در پنلها، سقفها و در و پنجره‌ها است. کاربر اساسی دیگر آلومینیوم در صنعت بسته‌بندی است. همچنین آلومینیوم کاربرد گسترده‌ای در صنایع حمل و نقل دارد که روند رو به رشدی دارد؛ چرا که سعی می‌شود به جای فولاد و چدن در خودروها و سیستم‌های حمل و نقل از آلیاژهای سبک نظیر آلومینیوم استفاده شود.
تیتانیوم بیشتر در صنایع هوافضا و جایی که دمای بالایی وجود دارد استفاده می‌شود.

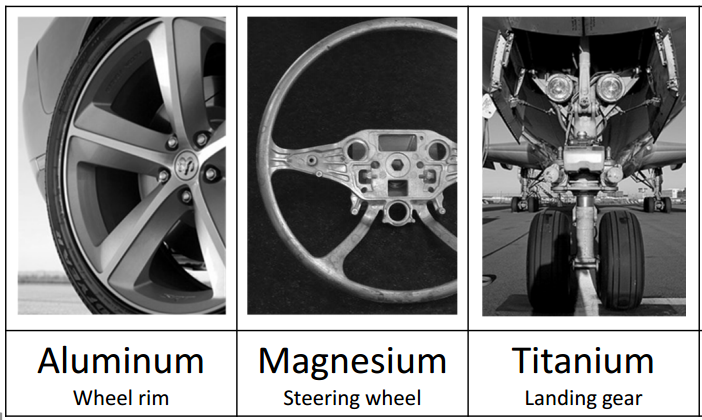
نمونه‌ای از کاربرد آلیاژهای سبک در صنعت حمل و نقل

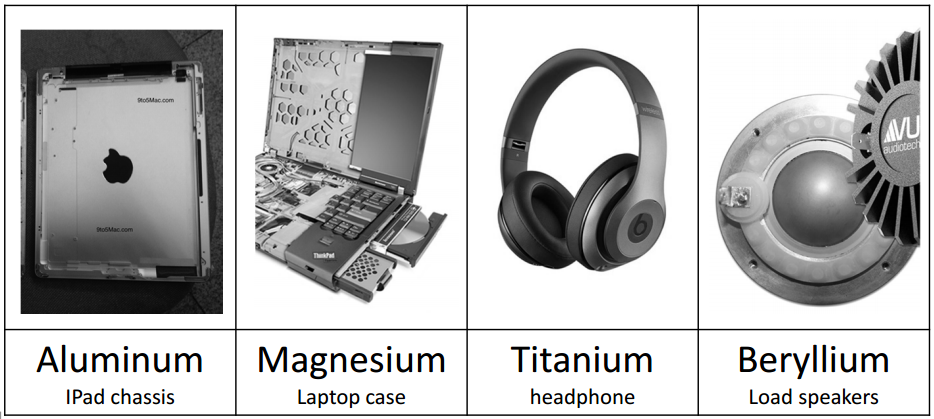
نمونه‌ای از کاربرد آلیاژهای سبک در لوازم الکترونیک و تجهیزات قابل حمل

همچنین مقاومت به خوردگی بالای تیتانیوم، آن را تبدیل به ماده‌ای جذاب برای صنایع شیمیایی، فرآوری مواد غذایی و مهندسی پزشکی کرده‌است. آلیاژهای منیزیم به دلیل داشتن نسبت استحکام به وزن بالا جایگزین مناسبی برای فولاد و آلومینیوم در قطعات مختلف می‌باشند. هرچند که شکل‌پذیری منیزیم در دمای پایین کم است و این مسئله باعث محدودیت کاربرد آن نسبت به آلومینیوم شده‌است.
برلیم به دلیل سفتی و مدول الاستیک بالا در ژیروسکوپ و سیستم‌های هدایت داخلی استفاده می‌شود. برلیوم همچنین برای شیلدهای حرارتی و اجزای سازه‌ای موشک‌ها و همچنین پنجره‌های لوله‌های اشعه ایکس کاربرد دارد. لیتیوم به عنوان ماده آلیاژی در آلومینیوم به منظور کاهش دادن چگالی آن و کاهش وزن در سازه‌های هوایی استفاده می‌شود. ییتریوم مجموعه‌ای از خواص عالی و قابل توجه دارد که با وجود کمیاب بودن، در هواپیما و فضاپیماهای با سوخت هسته‌ای کاربرد داشته‌است. دیگر فلزات سبک اغلب برای استفاده سازه‌ای چندان مناسب نیستند زیرا فعالیت شیمیایی بالایی دارند یا اینکه نقطه ذوب آن‌ها پایین است. با این وجود کاربردهای غیرسازه‌ای برای فلزات سبک نیز زیاد است. به عنوان مثال سدیم مایع در مقادیر زیاد برای خنک کاری رآکتورهای هسته ای و در مقادیر کم برای خنک کاری شیرهای موتورهای IC عملکرد بالا استفاده می‌شود. دلیل استفاده از سدیم مایع به عنوان خنک کار این است که هدایت حرارتی آن ۱۴۳ برابر بهتر از آب است و چگالی آن نیز از آب کمتر است. دمای جوش آن نیز بالاتر بوده(۸۸۳ درجه سلسیوس) و تا زمانی که در سیستم بسته استفاده شود ایمن است. فعالیت شیمیایی کلسیم، سزیم و لیتیوم باعث می‌شود از آن‌ها برای جذب و حذف گازهای باقی‌مانده در سیستم‌های خلأ استفاده کنند.

## بازیافت
علاوه بر این که منابع معدنی فلزات محدود است، به منظور کاهش مصرف انرژی و کاهش تولید گازهای گلخانه ای که در استخراج مواد معدنی فلزات سبک با آن مواجهیم، توجه ویژه‌ای به بازیافت این فلزات شده‌است. همچنین انگیزه بازیافت فلزات سبک بالاست چرا که هزینه تولید آن‌ها به‌طور نسبی زیاد است. به عنوان مثال بازیافت ضایعات آلومینیوم تنها ۵درصد انرژی لازم برای تولید آلومینیوم اولیه از سنگ معدن بوکسیت را نیاز دارد. با این حال مشکلی که در بازیافت برخی آلیاژهای سبک وجود دارد این است که به راحتی قابل تسویه نیستند یا به عبارت دیگر عناصر آلیاژی به آسانی قابل جداسازی یا حذف نیستند. به همین دلیل مگر در شرایطی که محصولات خاصی در چرخه بسته استفاده و بازیافت می‌شوند، ذوب مجدد و بازیافت منجر به کاهش گرید آلیاژ می‌شود. بازیافت ضایعات منیزیم نسبت به آلومینیوم گسترش کمتری دارد چرا که فعالیت شیمیایی منیزیم بالاتر است و همچنین اغلب قطعات منیزیمی با فلزات دیگر نظیر مس و نیکل آلوده می‌شوند که بر روی مقاومت به خوردگی آن اثر می‌گذارد. با این حال بازیافت منیزیم نیز روند رو به رشدی دارد. توجه کمتری به بازیافت تیتانیوم شده‌است با وجود این که به‌طور میانگین تنها حدود ۰٫۴ کیلوگرم از ۱٫۳ کیلوگرم فلز تیتانیوم اسفنجی به صورت محصول نهایی در می‌آید.